# 脂腺増殖症

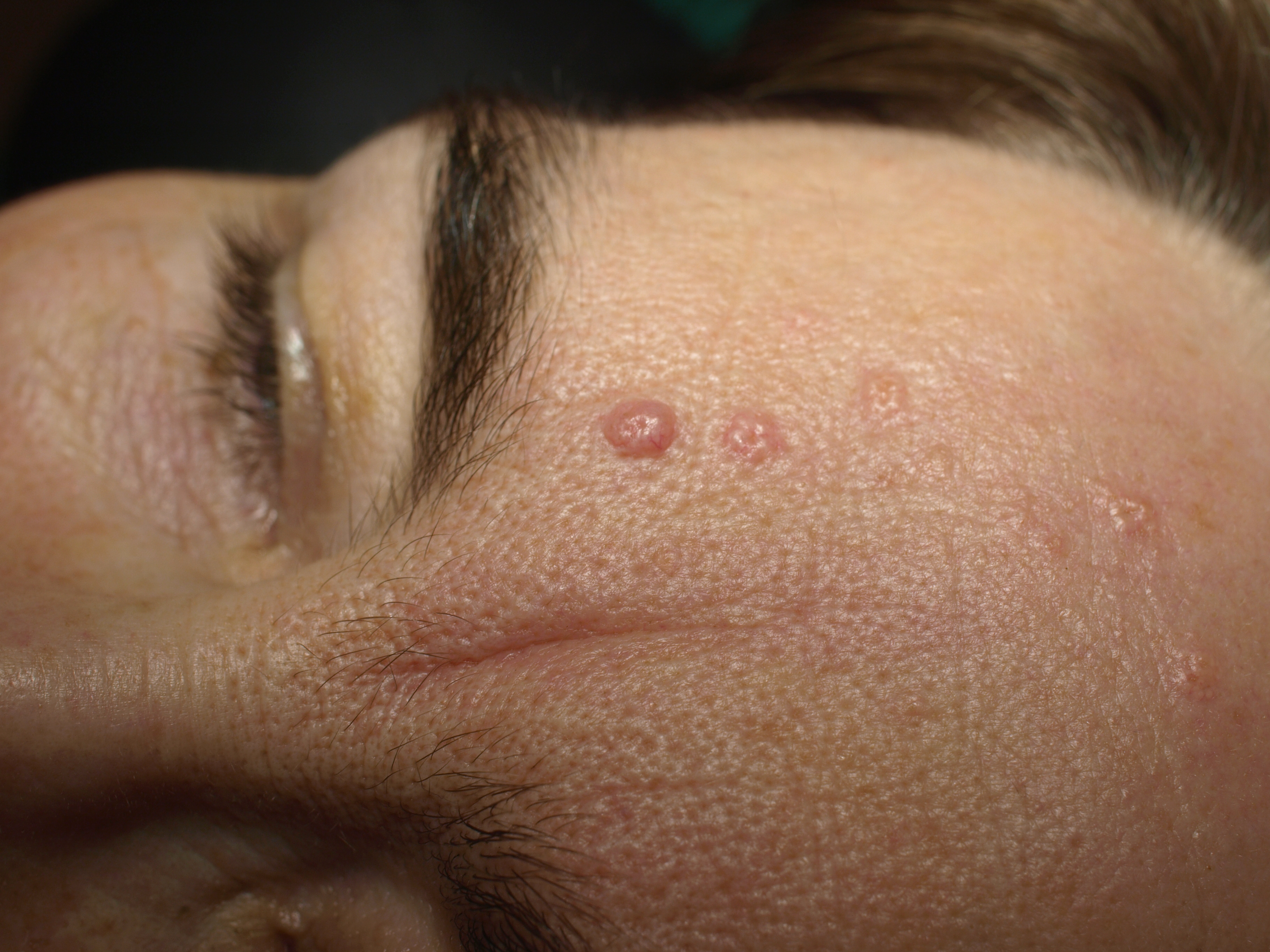
55歳女性のおでこにできた脂腺増殖症。

脂腺増殖症（しせんぞうしょくしょう、英: Sebaceous hyperplasia）は、皮脂腺が増殖して盛り上がったもの。悪性ではないが、美容の観点から気にする場合がある。

## 症状
大きさは 3-8 mm で、中央に穴があり、柔らかく、白っぽいか黄色味がかっている。
手のひら、足の裏を除いて全身に生じる可能性があるが、顔、胸、背中、腕によくみられる。高齢者の顔にできやすく、新生児にもよく見られる。薬ではシクロスポリンの服用による長期の免疫抑制に関連して、治療終了後に数か月症状が出ることもあり、同じく免疫抑制作用のあるタクロリムスでも症例が報告されている。
中年で、色白の人が太陽光に晒されていると形成されやすい。

## 鑑別診断
ニキビでは通常中心は盛り上がっており、脂腺増殖症では凹んでいて痛みがない。基底細胞がんとの鑑別が困難な場合、細胞を採取し検査を行う。

## 治療
良性であり治療は不要だが、見た目は悪く美容上気にする場合がある。再発する傾向にあり、切除などを行った場合には瘢痕を残すリスクがある。
液体窒素による凍結療法、電気焼却やレーザーによる切除を行うことができるが、こうした切除では瘢痕のリスクがあり、凍結療法では肌が変色することもある。また、ケミカルピーリングでは、アフターケアを怠ると脂腺増殖症を悪化させる可能性もある。
内服のイソトレチノイン（レチノイド）は症状を小さくするため、ニキビに使うより低用量で使用されるが、催奇形性があるため最も重度の場合にのみ考慮される。
外用のトレチノインが使われるが、塗布をやめると再発することがある。レチノイドやアゼライン酸は、新たな症状を起こすことを防ぎ、完全に脂腺増殖症を除去することはできないかもしれないが、既にある症状を小さくする可能性がある。